# Glassnäcka
Glassnäcka eller Konglassnäcka (Vitrina pellucida) är en snäckart som först beskrevs av Otto Friedrich Müller 1774. Glassnäckan ingår i släktet Vitrina och familjen glassnäckor. Arten är reproducerande i Sverige. Inga underarter finns listade i Catalogue of Life.

## Bildgalleri

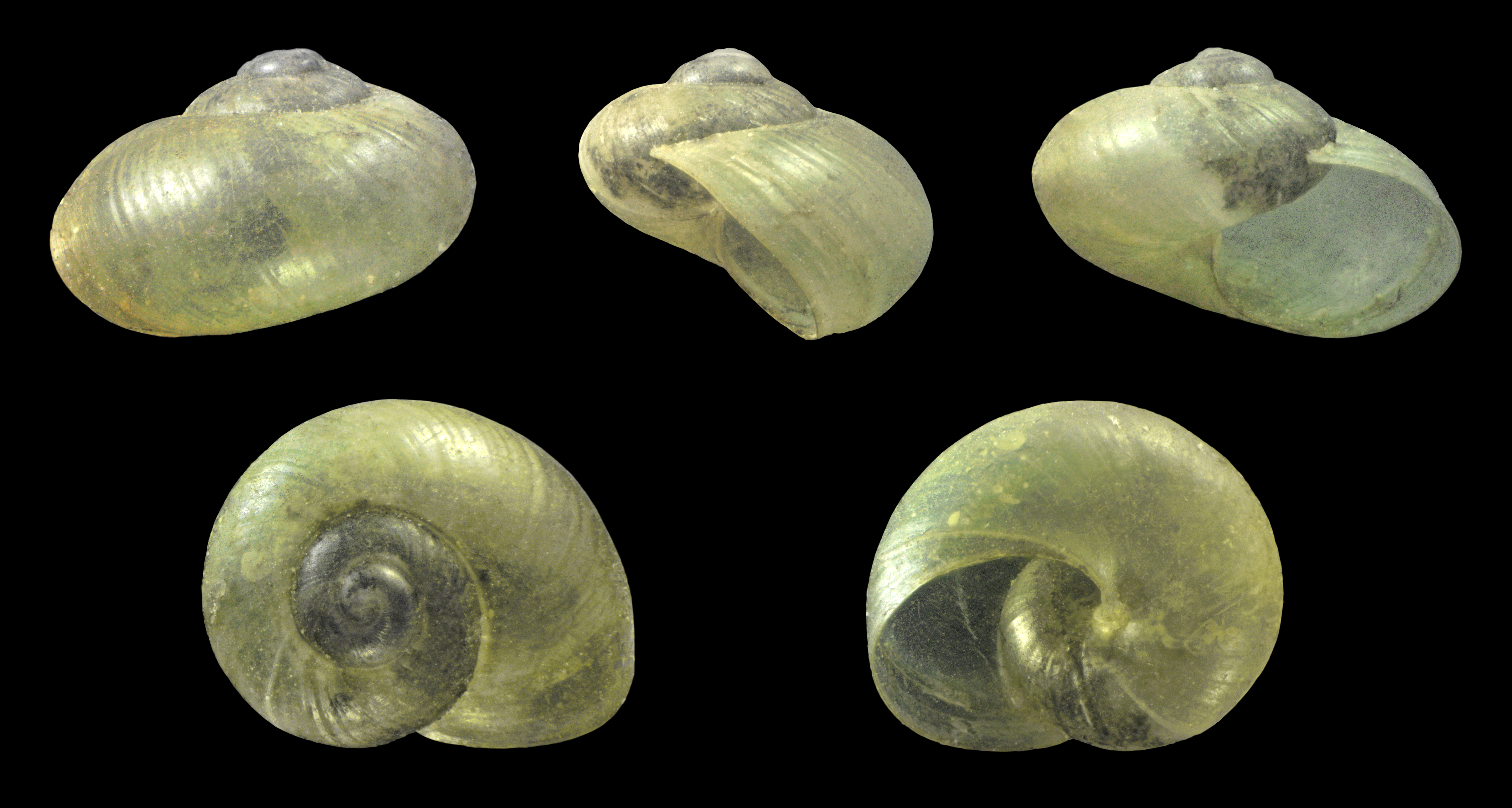
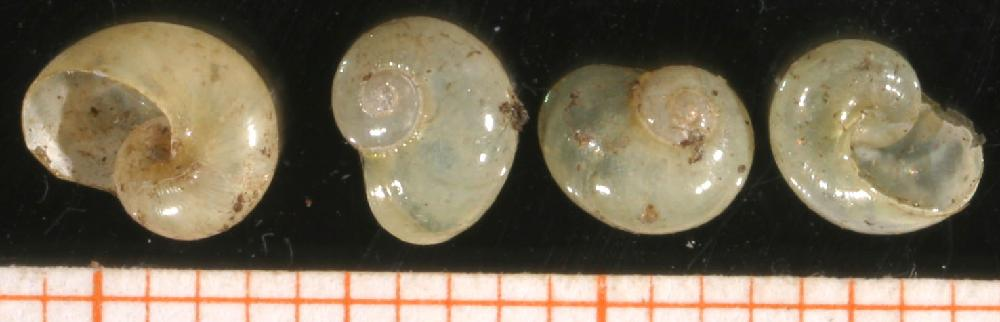
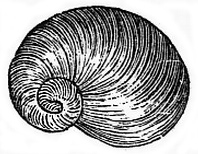
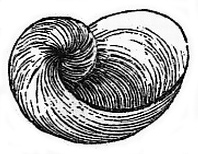